# ليزا راي
ليزا راني راي (ولدت في 4 أبريل 1972)  ممثلة نموذج، المضيف التلفزيون، فاعلة خيرية وناشطة اجتماعية كندية، ظهرت في عام 2005 في الفيلم الكندي المياه، الذي ي عرضت لأول مرة في مهرجان تورونتو السينمائي الدولي, في عام 2008 لعبت دور البطولة جنبا إلى جنب مع شيتال شيث في أفلام الرومانسية لا أستطيع التفكير بصورة صحيحة و العالم غير المرئي.

## روابط خارجية
- ليزا راي على موقع IMDb (الإنجليزية)
- ليزا راي على موقع قاعدة بيانات الأفلام العربية
- ليزا راي على موقع ألو سيني (الفرنسية)
- ليزا راي على موقع أول موفي (الإنجليزية)
- ليزا راي على موقع قاعدة بيانات الفيلم (الإنجليزية)
- ليزا راي على موقع كينوبويسك (الروسية)